# Oberdorff

Oberdorff (germană: Oberdorf) este o comună situată în partea de est a Franței, în departamentul Moselle.
1. ↑  répertoire géographique des communes, accesat în 26 octombrie 2015